# Nico González (labdarúgó, 2002)
Nicolás González Iglesias (A Coruña, 2002. január 3. —) közismert nevén; Nico, spanyol utánpótlás válogatott labdarúgó, posztját tekintve középpályás. A Premier League-ben szereplő Manchester City játékosa.

## Pályafutása

### Klubcsapatokban

#### Ifjúsági karrier
2013-ban mindössze 11 évesen igazolta le a katalán együttes a Montañeros csapatától.
Első kimagasló teljesítménye az U14/B csapatban volt, amikor először megnyerték a bajnokságot a 2013/14-es idényben, majd további négy alkalommal is címeket nyert a klubbal.
2019. május 19-én egy 2–1-s idegenbeli CD Castellón elleni bajnokin lépett először pályára a másodcsapatban, a 2018/19-es idény utolsó mérkőzésének 89. percében.
2021. május 12-én egy újabb, 2024-ig szóló szerződést kötött az együttessel.

#### A felnőttcsapatban
2021. augusztus 15-én csereként debütált a Real Sociedad elleni 4–2-s bajnoki nyitányon a 83. percben Sergio Busquets-t váltva.
Szeptember 29-én mutatkozott be nemzetközi porondon a Bajnokok Ligája csoportkörének második játéknapján az SL Benfica elleni idegenben elvesztett 3–0-s mérkőzésen.
December 12-én a CA Osasuna elleni bajnokin szerezte meg első találatát a csapatban, mindössze a 12. percben Gavi beadását váltotta gólra. A következő fordulóban, december 18-án az Elche CF ellen megszerezte második gólját, ezzel a 85. perces  találattal tudták megnyerni a 3–2-re végződő bajnoki találkozót.
2022. január 5-én játszott először a Spanyol Kupában, a Linares elleni idegenbeli 1–2-s találkozón.
2022. január 20-án a klub bejelentette, hogy regisztrálták a csapatba, és a 14-es mezszám lett az övé.
Február 19-én lépett pályára első alkalommal az Európa Ligában a 2021/22-es idény kiesés szakaszában az SSC Napoli elleni 1–1-s találkozón.

#### Valencia(kölcsönben)
Augusztus 13-án kölcsönbe került a 2022/23-as idény végéig, megvásárlási opció nélkül.
A következő napon csereként debütált hazai környezetben a Girona elleni 1–0-s bajnoki első fordulójában.
A negyedik fordulóban lépett pályára kezdőként, és jegyezte első gólját a Getafe ellen, az 5–1-s mérkőzés 4. gólját szerezte.

### Porto
2023. július 29-én megegyeztek az FC Barcelona csapatával, és 8,5 millió euróért kivásárolták a katalánok kötelékéből. Nico 2028-ig szóló szerződést írt alá a portugál együttessel.

### Manchester City
2025. február 3-án a Manchester City szerződtette 60 millió euró ellenében.

### Spanyolország
Korábban szerepelt az U17-es csapatban, ahol 2018-ban debütált. 
2021. szeptember 30-án első alkalommal hívták be az U21-es csapatba, a 2023-as U21-es Európa Bajnokság selejtezőkörében, a szlovákok, és a északírek elleni csoportmérkőzésre. Mind a két meccsen csereként lépett pályára.

## Magánélete
Édesapja; Fran, korábbi spanyol-válogatott labdarúgó, és nagybátyja; José Ramon szintén korábbi labdarúgó.

## Statisztika
2023. július 31-i állapot szerint.
| Klub               | Szezon           | Bajnokság             | Bajnokság | Bajnokság | Kupa  | Kupa  | Nemzetközi | Nemzetközi | Egyéb | Egyéb | Összes | Összes |
| Klub               | Szezon           | Liga                  | Mérk.     | Gólok     | Mérk. | Gólok | Mérk.      | Gólok      | Mérk. | Gólok | Mérk.  | Gólok  |
| ------------------ | ---------------- | --------------------- | --------- | --------- | ----- | ----- | ---------- | ---------- | ----- | ----- | ------ | ------ |
| Barcelona B        | 2018/19          | Segunda División B    | 1         | 0         | —     | —     | —          | —          | —     | —     | 1      | 0      |
| Barcelona B        | 2019/20          | Segunda División B    | 0         | 0         | —     | —     | —          | —          | 0     | 0     | 0      | 0      |
| Barcelona B        | 2020/21          | Segunda División B    | 23        | 0         | —     | —     | —          | —          | 1     | 0     | 24     | 0      |
| Barcelona B        | 2021/22          | Primera División RFEF | 2         | 0         | —     | —     | —          | —          | —     | —     | 2      | 0      |
| Barcelona B        | Összesen         | Összesen              | 26        | 0         | —     | —     | —          | —          | 1     | 0     | 27     | 0      |
| Barcelona          | 2021–22          | La Liga               | 27        | 2         | 2     | 0     | 7          | 0          | 1     | 0     | 37     | 2      |
| Barcelona          | Összesen         | Összesen              | 27        | 2         | 2     | 0     | 7          | 0          | 1     | 0     | 37     | 2      |
| Valencia (kölcsön) | 2022/23          | La Liga               | 26        | 1         | 0     | 0     | —          | —          | —     | —     | 26     | 1      |
| Valencia (kölcsön) | Összesen         | Összesen              | 26        | 1         | 0     | 0     | 0          | 0          | 0     | 0     | 26     | 1      |
| Porto              | 2023/24          | Primeira Liga         | 0         | 0         | 0     | 0     | 0          | 0          | 0     | 0     | 0      | 0      |
| Porto              | Összesen         | Összesen              | 0         | 0         | 0     | 0     | 0          | 0          | 0     | 0     | 0      | 0      |
| Karrier összesen   | Karrier összesen | Karrier összesen      | 79        | 3         | 2     | 0     | 7          | 0          | 2     | 0     | 90     | 3      |

Jegyzetek
1. ↑  Mérkőzése(i) a 2021 Segunda División B play-offs-ban.
2. ↑  A Bajnokok Ligájában négyszer, és az Európa Ligában háromszor lépett pályára.
3. ↑  Mérkőzése(i) a Spanyol Szuperkupában.